# Thần kinh nhị thập cảnh
Thần kinh nhị thập cảnh (tiếng Hán: 神京二十景) là tên chùm thơ của vua Thiệu Trị nhà Nguyễn viết nhằm xếp hạng và vịnh thơ 20 thắng cảnh của đất Huế.

## Cấu trúc và nội dung
Chùm thơ gồm các bài thơ ca ngợi 20 thắng cảnh của đất Thần kinh (Huế) gồm 7 thắng cảnh tự nhiên và 13 thắng cảnh nhân tạo hoặc là sự kết hợp giữa nhân tạo với tự nhiên. Tất cả được sắp xếp theo thứ tự sau:
1. Trùng Minh Viễn Chiếu (cảnh lầu Minh Viễn trong Tử Cấm thành Huế)
2. Vĩnh Thiệu Phương Văn (cảnh vườn Thiệu Phương trong Tử Cấm thành Huế)
3. Tịnh Hồ Hạ Hứng (cảnh hồ Tịnh Tâm trong Kinh thành Huế)
4. Thư Uyển Xuân Quang (cảnh vườn Thư Quang trong Kinh thành Huế)
5. Ngự Viên Đắc Nguyệt (cảnh vườn Ngự trong Tử Cấm thành Huế)
6. Cao Các Sinh Lương (cảnh hồ Nội Kim thủy trong Hoàng thành Huế)
7. Trường Ninh Thùy Điếu (cảnh cung Trường Ninh trong Hoàng thành Huế)
8. Thường Mậu Quan Canh (cảnh vườn Thường Mậu trong Kinh thành Huế)
9. Vân Sơn Thắng Tích (cảnh chùa Thánh Duyên trên núi Túy Vân)
10. Thuận Hải Qui Phàm (cảnh cửa biển Thuận An)
11. Hương Giang Hiểu Phiếm (cảnh sông Hương)
12. Bình Lãnh Đăng Cao (cảnh núi Ngự Bình)
13. Linh Quán Khánh Vận (cảnh quán Linh Hựu trong Kinh thành Huế)
14. Thiên Mụ Chung Thanh (cảnh chùa Thiên Mụ)
15. Trạch Nguyên Tao Lộc (cảnh đầu nguồn sông Hương)
16. Hải Nhi Quan Ngư (cảnh phá Hà Trung trong hệ thống đầm phá Tam Giang – Cầu Hai)
17. Giác Hoàng Phạm Ngữ (cảnh chùa Giác Hoàng trong Kinh thành Huế, nay là Tam Tòa)
18. Huỳnh Tự Thư Thanh (cảnh trường Quốc Tử Giám)
19. Đông Lâm Dực Điểu (cảnh rừng Đông Lâm thuộc làng Thần Phù, Thủy Châu, huyện Hương Thủy)
20. Tây Lãnh Thang Hoằng (cảnh suối nước nóng ở Dương Hòa đầu nguồn sông Tả Trạch)

## Xuất bản và lưu trữ

Cảnh vườn Thư quang trong cuốn Ngự đề Đồ Hội Thi Tập

Năm Thiệu Trị thứ 5 (1845), vua Thiệu Trị lệnh cho Nội Các "cố định hóa" chùm thơ của ông bằng các cách: 
1. In ấn thành sách có tranh minh họa (nằm trong bộ Ngự đề Đồ Hội Thi Tập)
2. Vẽ tranh gương treo tại các cung điện, vẽ trên một số đồ sứ ký kiểu từ Trung Hoa.
3. Khắc chùm thơ Thần kinh nhị thập cảnh vào các bia đá cao 84,8 cm, rộng 50,8 cm, dày 17 cm với đế bia dài 72 cm, rộng 48 cm, dày 25,4 cm, và vào các bảng đồng dài 46,6 cm cao 60 cm dày 21 cm một mặt khác thơ và mặt kia khắc tiêu đề bài thơ và dựng tại các thắng cảnh.[1]

Hiện tại trong số các xuất phẩm trên, chỉ có 20 bức tranh vẽ trong tập Ngự đề Đồ Hội Thi Tập là còn tương đối nguyên vẹn. Các bảng đồng đã hoàn toàn biến mất, các bia đá thì tìm thấy 7/12 bia (là các bia Vân Sơn Thắng Tích, Bình Lãnh Đăng Cao, Hương Giang Hiểu Phiếm, Thiên Mụ Chung Thanh, Trạch Nguyên Tao Lộc, Huỳnh Tự Thư Thanh, Đông Lâm Dực Điểu ). Tranh gương còn giữ được 5 bức: Trùng Minh Viễn Chiếu, Vĩnh Thiệu Phương Văn, Bức Thiên Mụ Chung Thanh, Bức Thường Mậu Quan Canh, Bức Cao Các Sinh Lương. Các đồ sứ ký kiểu Trung Hoa hiện chỉ biết còn 1 chiếc dĩa sứ vẽ cảnh chùa Thánh Duyên trên núi Thúy Vân.

## Đánh giá
Đây là chùm thơ nổi tiếng của vua Thiệu Trị, mô tả và vịnh về 20 thắng cảnh nổi tiếng của Kinh thành Huế xưa. Các chế phẩm kèm theo nó là những tư liệu lịch sử quý giá và các giá trị văn hóa lớn nhằm tìm hiểu về cảnh quan Huế thời triều Nguyễn. Thần kinh nhị thập cảnh đã trở thành một nét văn hóa Huế, và thường được giới thiệu trong các dịp Festival Huế bằng nhiều hình thức.